# Landázuri (ort)
Landázuri är en ort i Colombia.   Den ligger i departementet Santander, i den centrala delen av landet, 180 km norr om huvudstaden Bogotá. Landázuri ligger 945 meter över havet och antalet invånare är 3 483.
Terrängen runt Landázuri är varierad. Runt Landázuri är det ganska tätbefolkat, med 54 invånare per kvadratkilometer. Närmaste större samhälle är Cimitarra, 18,6 km nordväst om Landázuri. I omgivningarna runt Landázuri växer i huvudsak städsegrön lövskog.